# (32630) Ethanlevy
2001 RZ71 (asteroide 32630) é um asteroide da cintura principal. Possui uma excentricidade de 0.09061120 e uma inclinação de 6.02176º.
Este asteroide foi descoberto no dia 10 de setembro de 2001 por LINEAR em Socorro.